# Gantz: Ідеальна відповідь
«Gantz: Ідеальна відповідь» — продовження фільму Gantz, який заснований на однойменій манзі Хірої Оку. Світова прем'єра відбулася 23 квітня 2011. Режисером виступив Сінсуке Сато.

## Сюжет
Пройшло п'ять місяців з подій описаних в першому фільмі. Кей зібрав команду і виконує завдання Ганца в надії повернути Като до життя. Разом з Кодзіма Таєю він наглядає за молодшим братом Масару, для цього навіть влаштувався на роботу на півставки у забігайлівку. У той же час, поп-ідол Місіма Рейка знаходить у своїй поштовій скриньці маленьку версію Ганца, яка наказує її вбивати людей. Цього разу учасники гри стикаються з новими ворогами — «Прибульці в чорному», що зовнішнє не відрізняються від людей. Ці прибульці набагато сильніші та швидші за людей, мають високі регенеративні здібності та можуть з власного тіла отримувати збою, як наприклад пістолети чи катани. На відміну від попередніх цілей ганцерів, «прибульці в чорному» проявляють агресію та намагаються знищити Ганца та все що з ним пов'язано.
Паралельно з основними подіями, розповідається історія японського детектива поліції, який розслідує череду загадкових подій. Він знаходить матеріали про зниклих людей, які повинні були померти, але живі, та про випадки руйнування по всьому Токіо.
На відміну від першого фільму який описує події майже, як оригінальна манґа, Gantz: Ідеальна відповідь є альтернативною версію, за якою могла б розвиватися історія та має власну кінцівку.

## В ролях
| Актор            | Роль             |
| ---------------- | ---------------- |
| Казунарі Ніномія | Кей Куроно       |
| Кенічі Мацуяма   | Масару Като      |
| Юріко Єсітака    | Кодзіма Тае      |
| Каната Хонго     | Дзеітіро Нісі    |
| Томорово Тагуті  | Есікадзу Судзукі |
| Аяно Го          | Куфоку Іті       |
| Іто Аюмі         | Еріко Аюкава     |
| Ямада Такаюкі    | Масаміцу Сігета  |
| Нацуна Ватанабі  | Мегумі Кісімото  |